# Gabinete de Hitler
O Gabinete de Hitler foi o governo da Alemanha nazista entre 30 de janeiro de 1933 e 30 de abril de 1945, após a nomeação de Adolf Hitler como chanceler do Reich Alemão pelo presidente Paul von Hindenburg. Foi originalmente inventado pelo político conservador nacional Franz von Papen, que reservou para si o cargo de vice-chanceler.  Originalmente, o primeiro gabinete de Hitler era chamado de Gabinete de Salvação Nacional do Reich,  que era uma coalizão do Partido Nazista (NSDAP) e do conservador Partido Nacional do Povo Alemão (DNVP).

## História
Ao intermediar a nomeação de Hitler como chanceler do Reich, Papen procurou controlar Hitler limitando o número de ministros nazistas no gabinete; inicialmente Hermann Göring (sem pasta) e Wilhelm Frick (Interior) eram os únicos ministros nazistas. Além disso, Alfred Hugenberg, o chefe do DNVP, foi seduzido a ingressar no gabinete ao receber as pastas econômica e agrícola do Reich e da Prússia, com a expectativa de que Hugenberg seria um contrapeso para Hitler e seria útil para controlá-lo. Dos outros ministros importantes no gabinete inicial, o ministro das Relações Exteriores Konstantin von Neurath era um resquício da administração anterior, assim como o ministro das Finanças Lutz Graf Schwerin von Krosigk, o ministro dos Correios e Transportes Paul Freiherr von Eltz-Rübenach e o ministro da Justiça Franz Gürtner.
O gabinete era "presidencial" e não "parlamentar", na medida em que não surgiu como resultado de uma votação majoritária no Reichstag, mas foi nomeado por Hindenburg com base em poderes de emergência concedidos ao presidente no artigo 48 do Constituição de Weimar. Esta tinha sido a base para os gabinetes de Weimar desde a nomeação de Hindenburg de Heinrich Brüning como chanceler em março de 1930. Hindenburg queria especificamente um gabinete da direita nacionalista, sem a participação do Partido do Centro Católico ou do Partido Social Democrata, que haviam sido os pilares dos gabinetes parlamentares anteriores. Hindenburg recorreu a Papen, ele próprio um ex-chanceler, para reunir esse corpo, mas empalideceu ao nomear Hitler como chanceler. Papen tinha certeza de que Hitler e o Partido Nazista deveriam ser incluídos, mas Hitler já havia recusado o cargo de vice-chanceler. Então Papen, com a ajuda do filho de Hindenburg, Oskar, persuadiu Hindenburg a nomear Hitler chanceler.
Inicialmente, o gabinete de Hitler, como seus predecessores imediatos, governou por meio de decretos presidenciais escritos pelo gabinete e assinados por Hindenburg. No entanto, a Lei de Habilitação de 1933, aprovada dois meses após a posse de Hitler, deu ao gabinete o poder de fazer leis sem o consentimento legislativo ou a assinatura de Hindenburg.  Com efeito, o poder de governar por decreto foi conferido a Hitler e, para todos os efeitos, fez dele um ditador. Após a aprovação da Lei de Habilitação, as deliberações sérias terminaram mais ou menos nas reuniões do gabinete. Ele se reuniu apenas esporadicamente depois de 1934, e se reuniu pela última vez em 5 de fevereiro de 1938. 
Quando Hitler chegou ao poder, o gabinete consistia no chanceler, no vice-chanceler e nos chefes dos 10 ministérios do Reich. Entre 1933 e 1941, seis novos ministérios do Reich foram estabelecidos, mas o Ministério da Guerra foi abolido e substituído pelo OKW. O gabinete foi ampliado ainda mais com a adição de vários Reichsministers sem pasta e por outros oficiais, como os comandantes-chefes das forças armadas, que receberam o posto e a autoridade de ministros do Reich, mas sem o título.  Além disso, vários funcionários - embora não formalmente ministros do Reich - como o líder da juventude do Reich, Baldur von Schirach, o ministro das Finanças da Prússia, Johannes Popitz, e o chefe da Organização para os Alemães no Exterior, Ernst Wilhelm Bohle, foram autorizados a participar das reuniões do gabinete do Reich quando questões de seu área de jurisdição estavam em discussão.  
À medida que os nazistas consolidavam o poder político, outros partidos foram banidos ou se dissolveram. Dos três ministros originais do DNVP, Franz Seldte ingressou no Partido Nazista em abril de 1933, Hugenberg deixou o gabinete em junho, quando o DNVP foi dissolvido e Gürtner permaneceu sem designação partidária.  Originalmente, havia vários outros políticos independentes no gabinete, principalmente remanescentes de governos anteriores. Papen foi o primeiro deles a ser demitido no início de agosto de 1934. Então, em 30 de janeiro de 1937, Hitler apresentou o Crachá Dourado do Partido Nazi a todos os demais membros não nazistas do gabinete (Blomberg, Eltz-Rübenach, Fritsch, Gürtner, Neurath, Raeder & Schacht) e os inscreveu no Partido. Apenas Eltz-Rübenach, um devoto católico romano, recusou e renunciou.  Da mesma forma, em 20 de abril de 1939, Brauchitsh e Keitel foram presenteados com o Crachá Dourado do Partido Nazi. Dorpmüller o recebeu em dezembro de 1940 e aderiu formalmente ao Partido em 1º de fevereiro de 1941. Dönitz seguiu em 30 de janeiro de 1944. Assim, nenhum político independente ou líder militar foi deixado no gabinete.
O poder real do gabinete como um órgão foi minimizado quando ele parou de se reunir pessoalmente e os decretos foram elaborados entre os ministérios por meio do compartilhamento e marcação de propostas preliminares, que só foram para Hitler para rejeição, revisão ou assinatura quando o processo foi concluído. . O gabinete também foi ofuscado pelas inúmeras agências ad hoc – tanto do estado quanto do Partido Nazista – como Autoridades do Supremo Reich e plenipotenciários – que Hitler fez com que fossem criadas para lidar com problemas e situações específicas. Ministros individuais, no entanto, especialmente Göring, Goebbels, Himmler, Speer e Bormann, detinham amplo poder, pelo menos até que, no caso de Göring e Speer, Hitler passou a desconfiar deles.
Nos anos finais da Segunda Guerra Mundial, Bormann havia emergido como o ministro mais poderoso, não por ser o chefe da Chancelaria do Partido, que era a base de sua posição no gabinete, mas por causa de seu controle de acesso a Hitler em seu gabinete. função de secretário do Führer. 

## Composição
O gabinete do Reich consistia nos seguintes ministros:
| Cargo | Imagem | Ministro                                                                     | Posse do Cargo         | Fim do Mandato         | Partido      | Partido | Ref           |
| --- | ------ | ---------------------------------------------------------------------------- | ---------------------- | ---------------------- | ------------ | ------- | ------------- |
| Chanceler do Reich Alemão                                                                                              |        | Adolf Hitler †                                                               | 30 de janeiro de 1933  | 30 de abril de 1945    | NSDAP        |         | [ 10 ]        |
| Vice-Chanceler do Reich Alemão                                                                                         |        | Franz von Papen                                                              | 30 de janeiro de 1933  | 7 de agosto de 1934    | Independente |         |               |
| Ministro das Relações Exteriores do Reich                                                                              |        | Konstantin von Neurath                                                       | 30 de janeiro de 1933  | 4 de fevereiro de 1938 | Independente |         |               |
| Ministro das Relações Exteriores do Reich                                                                              |        | Joachim von Ribbentrop                                                       | 4 de fevereiro de 1938 | 30 de abril de 1945    | NSDAP        |         |               |
| Ministro do Interior do Reich                                                                                          |        | Wilhelm Frick                                                                | 30 de janeiro de 1933  | 24 de agosto de 1943   | NSDAP        |         | [ 10 ]        |
| Ministro do Interior do Reich                                                                                          |        | Heinrich Himmler                                                             | 24 de agosto de 1943   | 29 de abril de 1945    | NSDAP        |         |               |
| Ministro das Finanças do Reich                                                                                         |        | Lutz Schwerin von Krosigk                                                    | 30 de janeiro de 1933  | 30 de abril de 1945    | Independente |         | [ 10 ]        |
| Ministro da Justiça do Reich                                                                                           |        | Franz Gürtner †                                                              | 30 de janeiro de 1933  | 29 de janeiro de 1941  | DNVP         |         | [ 10 ]        |
| Ministro da Justiça do Reich                                                                                           |        | Franz Schlegelberger (Interino)                                              | 29 de janeiro de 1941  | 24 de agosto de 1942   | NSDAP        |         |               |
| Ministro da Justiça do Reich                                                                                           |        | Otto Georg Thierack                                                          | 24 de agosto de 1942   | 30 de abril de 1945    | NSDAP        |         |               |
| Ministro do Reichswehr (desde 21 de maio de 1935, Ministro da Guerra do Reich)                                         |        | Werner von Blomberg                                                          | 30 de janeiro de 1933  | 4 de fevereiro de 1938 | Independente |         | [ 10 ]        |
| Ministro da Economia do Reich                                                                                          |        | Alfred Hugenberg                                                             | 30 de janeiro de 1933  | 29 de junho de 1933    | DNVP         |         | [ 10 ]        |
| Ministro da Economia do Reich                                                                                          |        | Kurt Schmitt                                                                 | 29 de junho de 1933    | 3 de agosto de 1934    | NSDAP        |         |               |
| Ministro da Economia do Reich                                                                                          |        | Hjalmar Schacht                                                              | 3 de agosto de 1934    | 26 de novembro de 1937 | Independente |         |               |
| Ministro da Economia do Reich                                                                                          |        | Hermann Göring                                                               | 26 de novembro de 1937 | 5 de fevereiro de 1938 | NSDAP        |         |               |
| Ministro da Economia do Reich                                                                                          |        | Walther Funk                                                                 | 5 de fevereiro de 1938 | 30 de abril de 1945    | NSDAP        |         |               |
| Ministro da Alimentação e Agricultura do Reich                                                                         |        | Alfred Hugenberg                                                             | 30 de janeiro de 1933  | 29 de junho de 1933    | DNVP         |         | [ 10 ]        |
| Ministro da Alimentação e Agricultura do Reich                                                                         |        | Richard Walther Darré (Em licença prolongada a partir de 23 de maio de 1942) | 29 de junho de 1933    | 6 de abril de 1944     | NSDAP        |         | [ 11 ]        |
| Ministro da Alimentação e Agricultura do Reich                                                                         |        | Herbert Backe (Atuando a partir de 23 de maio de 1942)                       | 6 de abril de 1944     | 30 de abril de 1945    | NSDAP        |         | [ 12 ]        |
| Ministro do Trabalho do Reich                                                                                          |        | Franz Seldte                                                                 | 30 de janeiro de 1933  | 30 de abril de 1945    | DNVP         |         | [ 10 ] [ 11 ] |
| Ministro dos Correios do Reich                                                                                         |        | Paul Freiherr von Eltz-Rübenach                                              | 30 de janeiro de 1933  | 2 de fevereiro de 1937 | Independente |         | [ 10 ]        |
| Ministro dos Correios do Reich                                                                                         |        | Wilhelm Ohnesorge                                                            | 2 de fevereiro de 1937 | 30 de abril de 1945    | NSDAP        |         |               |
| Ministro dos Transportes do Reich                                                                                      |        | Paul Freiherr von Eltz-Rübenach                                              | 30 de janeiro de 1933  | 2 de fevereiro de 1937 | Independente |         | [ 10 ]        |
| Ministro dos Transportes do Reich                                                                                      |        | Julius Dorpmüller                                                            | 2 de fevereiro de 1937 | 30 de abril de 1945    | Independente |         |               |
| Ministro do Esclarecimento Público e Propaganda do Reich                                                               |        | Joseph Goebbels                                                              | 13 de março de 1933    | 30 de abril de 1945    | NSDAP        |         |               |
| Ministro da Aviação do Reich                                                                                           |        | Hermann Göring                                                               | 1 de maio de 1933      | 23 de abril de 1945    | NSDAP        |         |               |
| Ministro da Ciência, Educação e Cultura do Reich                                                                       |        | Bernhard Rust                                                                | 1 de maio de 1934      | 30 de abril de 1945    | NSDAP        |         |               |
| Ministro para Assuntos da Igreja do Reich                                                                              |        | Hanns Kerrl †                                                                | 16 de julho de 1935    | 15 de dezembro de 1941 | NSDAP        |         |               |
| Ministro para Assuntos da Igreja do Reich                                                                              |        | Hermann Muhs (Interino)                                                      | 15 de dezembro de 1941 | 30 de abril de 1945    | NSDAP        |         |               |
| Ministro do Reich para Armamentos e Munições (a partir de 2 de setembro de 1943, para Armamentos e Produção de Guerra) |        | Fritz Todt †                                                                 | 17 de março de 1940    | 8 de fevereiro de 1942 | NSDAP        |         |               |
| Ministro do Reich para Armamentos e Munições (a partir de 2 de setembro de 1943, para Armamentos e Produção de Guerra) |        | Albert Speer                                                                 | 8 de fevereiro de 1942 | 30 de abril de 1945    | NSDAP        |         |               |
| Ministro do Reich para os Territórios Orientais Ocupados                                                               |        | Alfred Rosenberg                                                             | 17 de julho de 1941    | 30 de abril de 1945    | NSDAP        |         |               |
| Ministros do Reich sem Pasta (antes de 1938)                                                                           |        | Hermann Göring (Reichskommissar de Tráfego Aéreo)                            | 30 de janeiro de 1933  | 27 de abril de 1933    | NSDAP        |         | [ 10 ]        |
| Ministros do Reich sem Pasta (antes de 1938)                                                                           |        | Ernst Röhm † (Stabschef da SA)                                               | 1 de dezembro de 1933  | 1 de julho de 1934     | NSDAP        |         |               |
| Ministros do Reich sem Pasta (antes de 1938)                                                                           |        | Rudolf Hess (Vice do Führer)                                                 | 1 de dezembro de 1933  | 10 de maio de 1941     | NSDAP        |         |               |
| Ministros do Reich sem Pasta (antes de 1938)                                                                           |        | Hanns Kerrl † (Primeiro Vice-presidente do Reichstag)                        | 17 de junho de 1934    | 16 de julho de 1935    | NSDAP        |         |               |
| Ministros do Reich sem Pasta (antes de 1938)                                                                           |        | Hans Frank (Governador-Geral da Polônia ocupada desde 1939)                  | 19 de dezembro de 1934 | 30 de abril de 1945    | NSDAP        |         |               |
| Ministros do Reich sem Pasta (antes de 1938)                                                                           |        | Hjalmar Schacht (Presidente do Reichsbank até 1939)                          | 26 de novembro de 1937 | 22 de janeiro de 1943  | NSDAP        |         | [ 13 ]        |
| Ministros do Reich sem Pasta (antes de 1938)                                                                           |        | Hans Lammers (Chefe da Chancelaria do Reich)                                 | 1 de dezembro de 1937  | 24 de abril de 1945    | NSDAP        |         |               |
| Reichsministers (a partir de 1938)                                                                                     |        | Konstantin von Neurath (Protetor do Reich da Boêmia e Morávia, 1939-1943)    | 4 de fevereiro de 1938 | 30 de abril de 1945    | NSDAP        |         |               |
| Reichsministers (a partir de 1938)                                                                                     |        | Arthur Seyss-Inquart (Reichskommissar da Holanda desde 1940)                 | 1 de maio de 1939      | 30 de abril de 1945    | NSDAP        |         |               |
| Reichsministers (a partir de 1938)                                                                                     |        | Wilhelm Frick (Protetor do Reich da Boêmia e Morávia, 1943-1945)             | 24 de agosto de 1943   | 30 de abril de 1945    | NSDAP        |         |               |
| Reichsministers (a partir de 1938)                                                                                     |        | Konstantin Hierl (Chefe do Serviço de Trabalho do Reich)                     | 24 de agosto de 1943   | 30 de abril de 1945    | NSDAP        |         |               |
| Membros com posição e autoridade no gabinete mas sem título formal de Reichsminister                                   |        | Werner von Fritsch (Oberkommando des Heeres)                                 | 20 de abril de 1936    | 4 de fevereiro de 1938 | Independente |         | [ 14 ]        |
| Membros com posição e autoridade no gabinete mas sem título formal de Reichsminister                                   |        | Erich Raeder (Oberkommando der Marine)                                       | 20 de abril de 1936    | 30 de janeiro de 1943  | Independente |         | [ 14 ]        |
| Membros com posição e autoridade no gabinete mas sem título formal de Reichsminister                                   |        | Otto Meissner (Ministro de Estado e Chefe da Chancelaria Presidencial)       | 1 de dezembro de 1937  | 30 de abril de 1945    | NSDAP        |         | [ 15 ]        |
| Membros com posição e autoridade no gabinete mas sem título formal de Reichsminister                                   |        | Wilhelm Keitel (Chefe do OKW)                                                | 4 de fevereiro de 1938 | 30 de abril de 1945    | Independente |         | [ 16 ]        |
| Membros com posição e autoridade no gabinete mas sem título formal de Reichsminister                                   |        | Walther von Brauchitsch (Oberkommando des Heeres)                            | 4 de fevereiro de 1938 | 19 de dezembro de 1941 | Independente |         | [ 17 ]        |
| Membros com posição e autoridade no gabinete mas sem título formal de Reichsminister                                   |        | Martin Bormann (Chefe da Chancelaria do Partido Nazista)                     | 29 de maio de 1941     | 30 de abril de 1945    | NSDAP        |         | [ 18 ]        |
| Membros com posição e autoridade no gabinete mas sem título formal de Reichsminister                                   |        | Karl Dönitz (Oberkommando der Marine)                                        | 30 de janeiro de 1943  | 30 de abril de 1945    | Independente |         |               |
| Membros com posição e autoridade no gabinete mas sem título formal de Reichsminister                                   |        | Karl Hermann Frank (Ministro de Estado do Protetorado da Boêmia e Morávia)   | 24 de agosto de 1943   | 30 de abril de 1945    | NSDAP        |         | [ 19 ]        |

## Linha do tempo
- Março de 1933: Joseph Goebbels entra no gabinete como Ministro do Esclarecimento Público e Propaganda do Reich.
- Abril de 1933: Franz Seldte deixa o Partido Popular Nacional Alemão e torna-se membro do Partido Nazista.
- Maio de 1933: Hermann Göring assume o cargo de Ministro da Aviação do Reich.
- Junho de 1933: Kurt Schmitt sucede Alfred Hugenberg como Ministro da Economia do Reich. Richard Walther Darré sucede a Hugenberg como Ministro do Reich para Alimentos e Agricultura.
- Dezembro de 1933: Ernst Röhm e Rudolf Hess entram no Gabinete como Ministros do Reich sem pasta.
- Maio de 1934: Bernhard Rust entra no Gabinete como Ministro da Ciência, Educação e Cultura do Reich.
- Junho de 1934: Hanns Kerrl entra no gabinete como ministro do Reich sem pasta.
- Junho de 1934: Röhm, ministro do Reich sem pasta, é assassinado.
- Julho de 1934: Göring (já ministro do Reich) também recebe o cargo de Reichsforstmeister no Escritório Florestal do Reich.
- Agosto de 1934: o vice-chanceler Franz von Papen deixa o gabinete. Um novo vice-chanceler não é decretado.
- Agosto de 1934: Hjalmar Schacht sucede a Schmitt como Ministro da Economia do Reich.
- Dezembro de 1934: Hans Frank entra no Gabinete como Ministro do Reich sem pasta.
- Março de 1935: Göring assume outro cargo como Comandante-em-Chefe da Luftwaffe.
- Maio de 1935: O título de Ministro da Defesa do Reich é substituído pelo de Ministro da Guerra do Reich. Werner von Blomberg mantém o cargo.
- Julho de 1935: Kerrl assume o cargo de Ministro de Assuntos da Igreja do Reich.
- Abril de 1936: Werner von Fritsch, Comandante-em-Chefe do Exército, e Erich Raeder, Oberkommando der Marine, recebem patente de gabinete.
- Janeiro de 1937: Blomberg, Fritsch, Gürtner, Krosigk, Meissner, Neurath, Raeder e Schacht aceitam o Crachá Dourado do Partido Nazi e tornam-se membros do Partido Nazista. Eltz-Rubenach se recusa e é forçado a renunciar.
- Fevereiro de 1937: Wilhelm Ohnesorge sucede a Eltz-Rübenach como Ministro dos Correios do Reich. Julius Dorpmüller sucede a Eltz-Rübenach como Ministro dos Transportes do Reich.
- Novembro de 1937: Göring sucede a Schacht como Ministro da Economia do Reich. Schacht torna-se ministro do Reich sem pasta.
- Dezembro de 1937: Hans Lammers, Chefe da Chancelaria do Reich, torna-se Ministro do Reich sem Pasta.
- Dezembro de 1937: Otto Meissner recebe o cargo de Ministro de Estado e Chefe da Chancelaria Presidencial.
- Fevereiro de 1938: Walther Funk sucede a Göring como Ministro da Economia do Reich.
- Fevereiro de 1938: Joachim von Ribbentrop substitui Neurath como Ministro das Relações Exteriores. Neurath continua a ser um ministro do Reich (sem pasta).
- Fevereiro de 1938: Blomberg renuncia ao cargo de Ministro da Guerra do Reich e seu cargo é abolido. O General Wilhelm Keitel, Oberkommando der Wehrmacht, recebe patente ministerial.
- Fevereiro de 1938: Walther von Brauchitsch sucede a Fritsch como Oberkommando der Wehrmacht e recebe o posto de gabinete.
- Abril de 1939: Brauchitsch e Keitel aceitam o Crachá Dourado do Partido Nazi.
- Maio de 1939: Arthur Seyss-Inquart entra no gabinete como ministro do Reich (sem pasta).
- Março de 1940: Fritz Todt entra no Gabinete como Ministro de Armamentos e Munições do Reich.
- Janeiro de 1941: Franz Schlegelberger sucede a Gürtner como Ministro Interino da Justiça do Reich.
- Fevereiro de 1941: Dorpmüller, Ministro dos Transportes do Reich, ingressa no Partido Nazista.
- Maio de 1941: Hess é demitido do Gabinete.
- Maio de 1941: Martin Bormann recebe o cargo de Chefe da Chancelaria do Partido Nazista.
- Julho de 1941: Alfred Rosenberg entra no Gabinete como Ministro do Reich para os Territórios Orientais Ocupados .
- Dezembro de 1941: Kerrl, o Ministro de Assuntos da Igreja do Reich, morre. Hermann Muhs torna-se ministro interino do Reich.
- Dezembro de 1941: Brauchitsch renuncia ao cargo de Comandante-em-Chefe do Exército. O próprio Hitler assume o cargo.
- Fevereiro de 1942: Albert Speer sucede Todt como Ministro de Armamentos e Munições do Reich.
- Maio de 1942: Darré foi colocado em licença prolongada. Herbert Backe torna-se Ministro Interino da Alimentação e Agricultura do Reich.
- Agosto de 1942: Otto Georg Thierack sucede a Schlegelberger como Ministro da Justiça do Reich.
- Janeiro de 1943: Karl Dönitz sucede a Raeder como Oberkommando der Marine e recebe o posto de gabinete.
- Janeiro de 1943: Lammers nomeado Presidente do Gabinete do Reich (presidente do Gabinete na ausência de Hitler)
- Janeiro de 1943: Schacht deixa o Gabinete.
- Agosto de 1943: Heinrich Himmler sucede Frick como Ministro do Interior do Reich. Frick continua a ser ministro do Reich (sem pasta).
- Agosto de 1943: Konstantin Hierl entra no Gabinete como Ministro do Reich (sem pasta).
- Agosto de 1943: Karl Hermann Frank recebe o cargo de Ministro de Estado do Protetorado da Boêmia-Morávia.
- Setembro de 1943: A autoridade ministerial de Speer é estendida para cobrir toda a indústria de guerra alemã e é elevada a Ministro de Armamentos e Produção de Guerra do Reich.
- Janeiro de 1944: Dönitz aceita a Crachá Dourado do Partido Nazi e torna-se membro do Partido Nazista.
- Abril de 1944: Backe torna-se Ministro da Alimentação e Agricultura do Reich.
- Abril de 1945: Göring e Lammers forçados a renunciar ao gabinete.

## Fim do gabinete
A última reunião do gabinete de Hitler ocorreu em 5 de fevereiro de 1938. Como o governo do Terceiro Reich estava se desintegrando no final da Segunda Guerra Mundial e após a morte de Hitler em 30 de abril de 1945, ele foi sucedido pelo efêmero Gabinete Goebbels, que foi substituído em 2 de maio pelo Gabinete de Schwerin von Krosigk comumente conhecido como o Governo de Flensburg.

## Acusação pós-guerra e resultado de processos
Como parte do Reichsregierung (Governo do Reich), o Gabinete do Reich foi indiciado como organização criminosa pelo Tribunal Militar Internacional. Em última análise, foi julgado na conclusão dos Julgamentos de Nuremberga que não era uma organização criminosa. 
Com relação aos membros individuais, com a queda do regime nazista em maio de 1945, cinco membros do Gabinete do Reich haviam cometido suicídio (Hitler, Bormann, Himmler, Goebbels e Rust). Seis outros já haviam morrido (von Eltz-Rübenach, von Fritsch, Gürtner, Kerrl, Röhm & Todt). No entanto, 15 membros sobreviventes do Gabinete foram indiciados individualmente e julgados por crimes de guerra pelo IMT junto com Martin Bormann, que foi julgado In absentia porque se pensava que ainda estava vivo. Oito foram condenados à morte (Bormann, Hans Frank, Frick, Göring, Keitel, von Ribbentrop, Rosenberg & Seyss-Inquart), seis foram presos (Dönitz, Funk, Hess, von Neurath, Raeder & Speer) e dois (Schacht & von Papen ) foram absolvidos. 
Outros quatro membros do gabinete (Darré, Lammers, Meissner e Schwerin von Krosigk) foram julgados por um tribunal militar dos Estados Unidos no Julgamento de Ministérios subsequente; todos, exceto Meissner, foram condenados e presos. Um (Schlegelberger) foi julgado no Julgamento dos Juízes e preso. Um (Karl Hermann Frank) foi julgado por um tribunal tcheco e condenado à morte. Outros cinco (Backe, von Blomberg, von Brauchitsch, Seldte & Thierack) morreram sob custódia dos Aliados antes de serem levados a julgamento. Finalmente, os demais membros do gabinete, incluindo alguns dos absolvidos nos julgamentos dos Aliados, foram levados a tribunais especiais de desnazificação alemães, que categorizaram seu nível de culpa e determinaram se a punição era justificada.  Entre os condenados neste processo estavam Hierl, von Papen e Schacht.